# Den makalöse Maurice och hans kultiverade gnagare
Den makalöse Maurice och hans kultiverade gnagare är en fantasybok från 2001 skriven av Terry Pratchett.